# 木田川奎彦
木田川 奎彦（きたがわ ふみひこ / けいひこ、1873年（明治6年）1月19日 - 1951年（昭和26年）3月30日）は、日本の会計検査院・内務官僚。官選奈良県知事、小樽市長。旧姓：桑名。

## 経歴
福井県坂井郡で桑名金五郎の三男として生まれ、木田川梅吉の養子となる。福井中学校を卒業。1900年11月、文官高等試験行政科試験に合格。同年12月、農商務省に入省し農商務属となり鉱山局に配属された。
1901年1月、会計検査院に転じ検査官補に発令され第一部第二課勤務となる。以後、同院書記官兼検査官補などを務めた。1909年8月、内務省に転じ内務大臣秘書官兼内務省参事官に就任。以後、内務事務官、神奈川県港務部長、同内務部長などを歴任。
1915年7月1日、奈良県知事に就任。米騒動への対策の実施、第一次世界大戦の戦後恐慌対策のため緊縮財政などを推進した。1922年10月16日、知事を休職。1923年3月3日、依願免本官となり退官した。同年4月から1924年4月まで内務省・朝鮮総督府嘱託を兼ねて欧米各国視察を行う。
1925年9月19日、小樽市長に就任。公正な市政を行い広く支持を受け市長を二期務めた。港湾施設・道路の整備、陸軍運輸部の誘致、産業振興補助金の制定、失業対策の実施などを推進。市会の賛成派が減少し事業遂行が滞るようになり、任期前の1932年11月11日に市長を辞任した。